# Lucien Cuénot
Lucien Cuénot, född 1866, död 1951, var en fransk genetiker och zoolog. Han bekräftade den vetenskapliga teorin om Gregor Mendel. Han upptäckte en letal gen. 